# 鳳山厝 (屏東縣)
鳳山厝，是台灣屏東縣竹田鄉的一個傳統地域名稱，位於該鄉西南部。相較於今日行政區，其範圍大致包括大湖村西半部、泗洲村西南半部、鳳明村不含南部凸出部分及東南部凸出部分，萬丹鄉的萬生村東南部、水泉村東部，以及潮州鎮的五魁里西端及西北部邊界地帶中央偏東段。
本地區境內主要聚落為雙溪口、鳳山厝、六份、後廍、下港尾。

## 歷史
台灣日治初期，鳳山厝地區為一街庄，稱為「鳳山厝庄」（舊制街庄），隸屬於港西下里。該庄昔日西南、西及西北隔隘藔溪分流（今麟洛溪）與興化廍庄、新庄仔庄、萬丹庄、頂林仔庄為界，東北邊及東邊為溝仔墘庄，東南邊及南邊為五魁藔庄。
1901年（日治明治三十四年）11月11日，全台廢縣廳改設二十廳，該庄隸屬於阿猴廳。1904年（明治三十七年）4月15日，該庄編入「鳳山厝區」，隸屬於阿猴廳。1905年（明治三十八年）4月1日，阿猴廳改稱「阿緱廳」。1909年（明治四十二年）10月25日，全台合併二十廳為十二廳，鳳山厝區仍隸屬於阿緱廳。1920年（大正九年）10月1日，全台地方制度大改正，廢十二廳改設五州二廳，該庄改制為「鳳山厝」大字，隸屬於高雄州潮州郡竹田庄（新制街庄）。
戰後竹田庄改制為竹田鄉，隸屬於高雄縣，大字亦改制為村。1950年（民國39年）10月1日，高、屏分治，竹田鄉改隸屬於屏東縣。
相較於今日行政區，本地區的範圍大致包括大湖村西半部、泗洲村西南半部、鳳明村不含南部凸出部分及東南部凸出部分，萬丹鄉的萬生村東南部、水泉村東部，以及潮州鎮的五魁里西端及西北部邊界地帶中央偏東段。

## 聚落
該地區發展較早的聚落有雙溪口（已向東南遷移）、鳳山厝、六份、後廍、下港尾等，在日治期初期的官方地圖上已有記載。

## 交通
國道3號又稱「福爾摩沙高速公路」，是貫穿台灣西部的兩條縱向高速公路之一，經過本地區東南部凸出部分且在最南段設有平面側車道（鄉道屏75線），並在其北側不遠處的省道台88線交會口設有竹田系統交流道，多利用該省道在其東側鄉道屏85線交會處的竹田端或其西側省道台27線交會處的萬丹交流道進出；國道3號最近的一般雙向進出交流道在北側為省道台1線交會處的麟洛交流道；在南側為縣道187乙線交會處的南州交流道。由此等可快速前往國道3號沿線各地。
省道台88線是「東西向快速公路－高雄潮州線」，經過本地區中南部且設有平面側車道（縣道188號）。最近的交流道在西側為省道台27線交會處的萬丹交流道；在東側為國道3號交會處的竹田系統交流道，多利用該省道在鄉道屏85線交會處的竹田端進出。由此等可快速前往台88線沿線各地，或銜接國道3號、國道1號。
縣道188號是五甲至竹田的道路，主要為省道台88線的平面側車道，其東側端點（終點）位於本地區東部邊界地帶的縣道189號路口。由此向西蜿蜒而行，可前往萬丹鄉、高雄市大寮區、鳳山區南部，並止於市道183號路口。
縣道189號是屏東機場至林邊的道路，經過本地區東北部暨雙溪口聚落西南側。由該道路北行可前往萬丹鄉、屏東市西部、屏東市/九如鄉邊界地帶，並止於屏東機場北側的省道台3線路口；南行可前往潮州鎮、新埤鄉、林邊鄉，並止於林邊市區的省道台17線路口。
鄉道屏56線是後庄仔至渡船頭的道路，其東側端點（終點）位於本地區東部邊界地帶的縣道189號暨鄉道屏82線起點路口，由此向西會經過本地區的六份聚落。
鄉道屏75線是打鐵至社皮的道路，經過本地區的東南端。該道路在本地區的南側路段為國道3號的平面側車道，
鄉道屏81線是西勢至鳳明農場的道路，經過本地區的雙溪口、鳳山厝、六份等聚落。
鄉道屏81-3線是北勢至六份庄的道路，其南側端點（終點）位於本地區東部邊界地帶偏南側的縣道189號路口。
鄉道屏82線是溝仔墘至竹田的道路，其西側端點（起點）位於本地區東部邊界地帶中央的縣道189號暨鄉道屏56線終點路口。